# Сто років самотності
«Сто років самотності» (ісп. Cien años de soledad) — роман нобелівського лауреата, колумбійського письменника Ґабрієля Ґарсія Маркеса, вперше опублікований іспанською 1967 року (Буенос-Айрес: Sudamericana).
Цю книгу вважають шедевром Ґабрієля Ґарсія Маркеса, метафоричним описом історії Колумбії або Латинської Америки. Роман описує історію життя родини Буендіа та їхнього містечка Макондо впродовж ста років.
Ґабрієль Ґарсія Маркес у своїй автобіографії визнає, що описав Макондо з одного з містечок, де він проводив своє дитинство.
Маркес пригадує випадок, коли його тітці принесли дивне за формою яйце, і вона наказала кинути його у вогонь, бо яйце належить Василіску, невідомій нікому істоті. Головним у цьому епізоді є не факт біографії, а саме мислення людей, де у звичайному розкривається джерело дивовижного. Справді, головною рисою поетики Маркеса стає незбагненний сплав фантастичного та реального, коли неймовірні речі відбуваються дуже буденно.
Маркес використовує в своєму творі елементи та образи різних міфів. Наприклад, міфів біблійних. Подібно до Аврама, засновник Макондо Хосе Буендіа вирушає на пошуки нової землі для своїх нащадків. Злива, яка не припинялась майже п'ять років, нагадує читачеві біблійний потоп. Роман насичений і рисами античних міфів: невидима доля керує усіма вчинками героїв роману, їх наближення до трагічного фіналу визначено наперед. І, нарешті, цей твір несе й елементи літературного міфу: роман переповнений різними паралелями за відомими творами жанру сімейної хроніки, з образами роману «Гаргантюа та Пантагрюеля» Рабле, «Дон Кіхота» Сервантеса.
Як і багато інших творів Ґабрієля Ґарсія Маркеса, «Сто років самотності» належить до напрямку магічного реалізму.
2024 року роман було адаптовано до авторизованого однойменного телевізійного серіалу, який вийшов на «Netflix». Виконавчим продюсером виступили сини Гарсіа Маркеса. Прем’єра відбулася 11 грудня 2024 року.

## Сюжет
Майже всі події роману відбуваються у вигаданому містечку Макондо, але мають стосунок до історичних подій в Колумбії. Місто заснував Хосе Аркадіо Буендіа, вольовий та імпульсивний лідер. Його глибоко цікавлять таємниці Всесвіту, які йому періодично відкривали заїжджі цигани на чолі з Мелькіадесом. Місто поступово зростає, і уряд країни виявляє інтерес до Макондо, але Хосе Аркадіо Буендіа залишає керівництво містом за собою, переманивши надісланого алькальда (мера) на свою сторону.
Ауреліано Бабілон незабаром залишився один у будинку Буендіа, де він вивчав пергаменти цигана Мелькіадеса. Він на деякий час припиняє їх розшифровування через бурхливий роман зі своєю тіткою Амарант-Урсулою. Коли вона помирає під час пологів, а їхнього сина (який народився зі свинячим хвостиком) з'їдають мурахи, Ауреліано нарешті розшифровує пергаменти. Будинок і місто потрапляють у смерч, як свідчили столітні записи, в яких містилася ціла історія сімейства Буендіа, передбачена Мелькіадесом. Коли Ауреліано завершує перекладати, місто остаточно стирається з лиця землі.

### Родина Буендіа

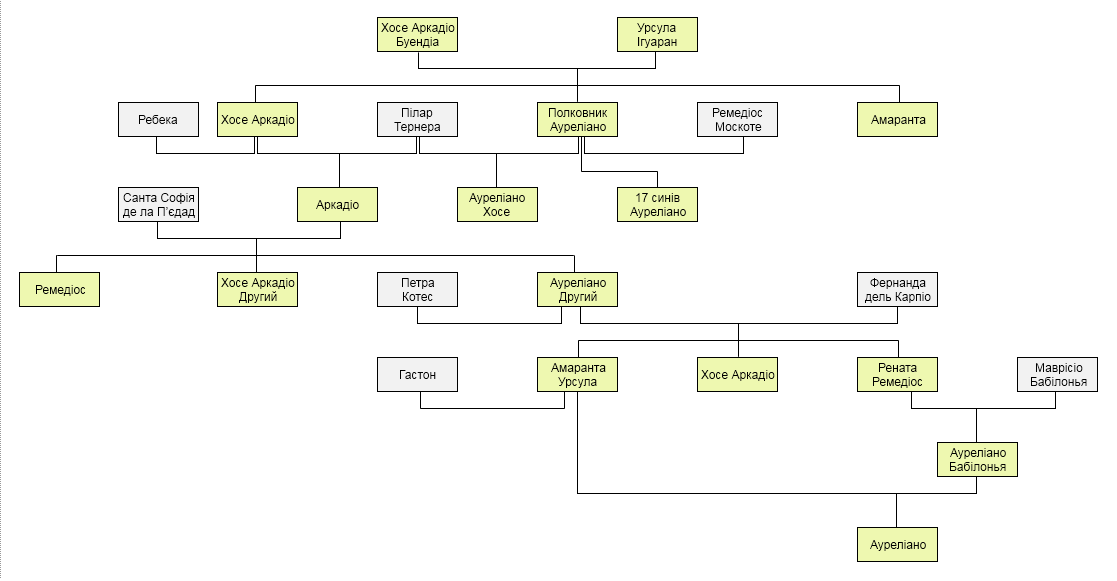
Генеалогічне дерево родини Буендіа

## Персонажі
- Хосе Аркадіо Буендіа (засновник сімейства Буендіа та міста Макондо).

Хосе Аркадіо - праправнук Креола, який вирощував тютюн у поселенні мирних індіанців. Він був розумною людиною, тому кожному намагався дати пораду. Його працьовитість та винахідливість цінувалася серед жителів цього міста, адже саме він запропонував поставити вулиці так, щоб у спекотні години на кожен будинок припадала однакова кількість сонячного світла.
Він був хорошим батьком, а особливу увагу приділяв своєму синові Ауреліано, бо у нього були здібності до алхімії, яка дуже цікавила непосидючого Хосе Аркадіо.
Після приїзду арабів до містечка, Хосе розпочинає активну діяльність у Макондо. Лагодить годинник, виміняний у арабів на папуг, садить на вулиці мигдалеві дерева замість акації та хоче зробити ці дерева вічними.
Не секрет, що Хосе Аркадіо був упертим та непохитним у своїх поглядах та переконаннях. Прикладом до цього твердження може бути частина твору, де у Макондо назначають нового управителя корехідора дона Москоте, який ввів заборону на те, щоб фарбувати будинки у білий колір, на що Хосе Аркадіо відповів: "Ми-мирний народ, у нас ще ніхто своєю смертю не помирав, ми все зробили самі: заснували поселення, проклали дороги і ніколи не турбували уряд, і нас ніхто не турбував. Не для того ми будували Макондо, щоб перший-ліпший наказував, як нам чинити". І відмовився фарбувати будинок у блакитний колір: "А мій дім залишиться білим, як голубка.
Хосе Аркадіо захоплювався наукою. Саме таке захоплення привело його до смерті. Після наступного невдалого експерименту він втрачає здоровий глузд і його прив'язують до каштану.
- Амаранта

Третя дитина Хосе Аркадіо Буендіа і Урсули. У неї є прототип - тітка Маркеса. Саме вона цілими днями ткала саван, а коли доткала - померла. Образ Амаранти дає уявлення про добровільну самоту, викликану нерозділеним коханням та подальшим розчаруванням у всіх людських пристрастях. Вона живе тільки в своєму замкненому, відокремленому світі, існуючому в межах її душі і думок. Амаранта росте разом зі своєю троюрідною сестрою Ребекою, вони одночасно закохуються в італійця П’єтро Креспі, той відповідає взаємністю Ребеці, і відтоді вона стає найбільшим ворогом Амаранти. У хвилини ненависті Амаранта навіть намагається отруїти суперницю. Після невдалої любові до П'єро Креспі серце героїні закам'яніло і самотність стала для неї єдиним притулком. Єдина людина, яку вона дійсно любила - полковник Ауреліано Буендіа. Тільки зрозуміла вона це коли його знайшли мертвим під каштаном. Символом її первозданної таємниці, віднесеної Амарантою в могилу, є чорна пов'язка на руці. Вона її не знімала навіть на ніч. Тому на прикладі Амаранти можна побачити добровільну відмову від любові, духовних і почуттєвих проявів людської натури, в ім'я постійно підтримуваної самотності, на шлях якої людина постає свідомо, добровільно прирікаючи себе на це випробування.
- Фернанда

Фернанда родом з сім'ї аристократів. Вона обрана найкрасивішою дівчиною з 5000.Її чоловіком став Ауреліано другий, але їх шлюб не був міцним і щасливим, бо Ауреліано часто їздив до своєї коханки Петре Котес.Через  нещасливий шлюбу образ Фернанди став протилежністю образу  Урсули. Дівчина почала встановлювати свої порядки в домі (наприклад: прийом їжі став цілою церемонією, а перед вечерею потрібно було молитися, хоча раніше це був звичайний процес; двері будинку стали набагато рідше відкриватися і рідше приймати гостей.) У Фернанди з Ауреліано було троє дітей: Амаранта Урсула, Хосе Аркадіо і Рената Ремедіос.Їх донька Рената померла в госпіталі, а її сина відправили Фернанді. Вона приховувала його походження і говорила всім, що знайшла його в кошику на річці. Після смерті чоловіка, його коханка таємно надсилала Фернанді кошик з продуктами тим самим насміхаючись над нею. Після смерті Урсули, Фернанда продовжила займатися  будинком та порядком у ньому, аж до власної
смерті.
- Ремедіос Прекрасна

Дівчина є правнучкою Урсули. З одного боку, вона володіла незвичайною, привабливою красою про яку ходили легенди. Чоловіки вмирали від любові до неї, а вона так нічого навіть і не помічала. З іншого боку, вона була дівчиною дивною, далекою як від життєвих хвилювань і яких би то не було пристрастей. Урсула намагалася підготувати правнучку до сімейного щастя, бо твердо знала: немає на землі такого чоловіка, який, задовольнивши свою пристрасть, здатний буде винести дівчину хоча б протягом одного дня. Народження останнього Хосе Аркадіо змусили Урсулу відмовитися від турбот про правнучку. Вона покинула дівчину на долю, вірячи, що рано чи пізно станеться диво і в цьому світі все-таки знайдеться і людина, що володіє достатньою холоднокровністю, щоб звалити на себе такий тягар. Амаранту значно раніше Урсули залишила всякі спроби пристосувати Ремедіос Прекрасну до господарських справ. Ремедіос Прекрасна насилу погоджувалася навіть на те, щоб крутити ручку швейної машини. У кінці, Амаранта прийшла до висновку, що Ремедіос Прекрасна просто дурепа. Вона часто мимохідь з'являється без одягу, вважаючи, це ні до чого. Дівчину не приймало суспільство, окрім полковника Ауреліано Буендіа, який продовжував вірити і повторювати, що Ремедіос Прекрасна насправді найбільш розсудливе людське створіння з усіх, кого йому довелося бачити. Помирає дівчина, розвішуючи простирадла. Вітер здіймає у небо випране та чисте простирадло, а разом з ним і душу Ремедіос, якій буде краще не на землі.
- Полковник Ауреліано Буендіа

Другий син Хосе Аркадіо Буендіа і Урсули. Ауреліано часто плакав в утробі матері і народився з відкритими очима. З дитинства проявилася його схильність до інтуїції, він точно відчував наближення небезпеки і важливих подій. Ауреліано успадкував від батька філософську натуру, вивчав ювелірну справу. Одружився з малолітньою дочкою алькальда Макондо, Ремедіос, але вона померла, не досягнувши повноліття. Після початку громадянської війни полковник приєднався до ліберальної партії і дослужився до посади головнокомандувача революційних сил Атлантичного узбережжя, але відмовився прийняти звання генерала до повалення партії консерваторів. Протягом двох десятиліть здійняв 32 збройних повстання і всі їх програв. Втративши весь інтерес у війні, в 1903 році він підписав  мирний договір і вистрілив собі в груди, але вижив, тому що, коли полковник попросив свого лікаря вказати, де точно знаходиться серце, той навмисне намалював коло в такому місці, де куля могла пройти , не зачепивши життєво важливих внутрішніх органів. Після цього, полковник повертається до себе додому в Макондо. Від коханки брата - Пілар Тернера у нього народився син Ауреліано Хосе, а від 17-ти інших жінок, яких йому приводили під час військових походів - 17 синів. У старості полковник Ауреліано Буендіа займався безглуздим виготовленням золотих рибок (переплавляючи їх час від часу і роблячи заново) і помер, мочась у дерева, під яким його батько Хосе Аркадіо Буендіа сидів протягом багатьох років, прив'язаний до лавки.
- Аркадіо

Аркадіо - (третє покоління роду Буендіа) незаконнонароджений син Хосе Аркадіо та Пілар Тернери. Він був вчителем у школі, але за наказом полковника Ауреліано, який покидає місто, стає на чолі міста Макондо. Аркадіо стає деспотичним диктатором. Причиною цього могла стати його самотність у дитинстві : йому приділяли мало уваги, ставилися не дуже приязно. Цей персонаж намагається викорінити церкву, розпочинає переслідування консерваторів. Під його руку потрапляє і Аполінар Москоте. За одне насмішкувате, трохи уїдливе зауваження Аркадіо мало не позбавляє його життя. Урсула, дізнавшись про страту, по-материнськи карає деспота різкою. Отримавши інформацію про повернення сил консерваторів, Аркадіо вирішує не здаватися, використовуючи ті невеличкі сили, що залишилися. Після поразки і захоплення міста консерваторами, Аркадіо розстрілюють.
- Ребека

Ребека - сирота, її прийняли  Хосе Аркадіо Буендіа і Урсула. У 10 років вона прийшла з мішком, усередині якого були кістки її батьків, які були двоюрідними родичами Урсули. Спочатку дівчинка була надзвичайно боязкою, майже не розмовляла і мала звички їсти землю і вапно зі стін будинку, а також смоктати свій палець. Коли Ребека дорослішає, її краса полонить італійця П`єтро Креспі, але їхнє весілля постійно відкладається через численні траури. У результаті ця любов робить її і Амаранту, яка також закохана в італійця, злими ворогами. Після повернення Хосе Аркадіо, Ребека виходить наперекір волі Урсули за нього заміж. За це закохану пару виганяють з будинку. Після смерті Хосе Аркадио, Ребека, озлобившись на весь світ, закривається у будинку наодинці під турботою своєї служниці. Пізніше 17 синів полковника Ауреліано намагаються відремонтувати будинок Ребеки, але їм вдається лише оновити фасад, вхідні двері їм не відкривають. Помирає Ребека в глибокій старості, зі своїм пальцем у роті. 

## Центральні теми

### Інцест
Відносини між родичами позначаються в книзі через міф про народження дитини зі свинячим хвостиком. Попри це попередження, відносини виникають знову і знову між різними членами сім'ї і в різних поколіннях протягом усього роману.
Історія починається з відносин між Хосе Аркадіо Буендіа і його двоюрідною сестрою Урсулою, які росли разом в старому селищі і багато раз чули про свого дядька, що мав свинячий хвостик. Згодом Хосе Аркадіо (син засновника) одружився з Ребекою, прийомною дочкою, яка була йому далекою родичкою. Аркадіо був народжений від Пілар Тернера, і не підозрював, чому вона не відповідала на його почуття, тому що не знав нічого про своє походження. Ауреліано Хосе закохався в свою тітку Амаранту, запропонував їй одруження, але отримав відмову. Також можна назвати близькими до любові відносини між Хосе Аркадіо (сином Ауреліано Другого) і Амарантою, теж невдалі. Зрештою розвиваються відносини між Амарантою Урсулою і її племінником Ауреліано Вавилоном, які навіть не підозрювали про свою спорідненость, оскільки Фернанда, бабуся Ауреліано і мати Амаранти Урсули, приховала таємницю його народження.
Ця остання і єдино щира любов в історії сім'ї, як це не парадоксально, стала виною загибелі роду Буендіа, яка була передбачена в пергаментах Мелькіадеса.

### Самотність
Самотність - провідна тема твору, адже з нею зіштовхуються майже всі герої роману. Головними причинами є : нездатність по справжньому любити  (ця риса характерна майже для всіх членів роду Буендіа), внутрішньою і зовнішньою сліпотою, непорозуміння з оточуючим середовищем та відірваність від людей (Ребека, що відправлена у монастир Меме, перехованки Мелькиадеса від людей та "самотність любові" (взаємини Меме і Маурісіо або Амаранта Урсула з Ауреліаною).

## Український переклад
Автор українського перекладу — Петро Соколовський.
Деякі українські видання перекладу:
- «Сто років самотності»: Роман. Повісті. Оповідання. — К.: Видавничий дім «Всесвіт», 2004. — 616 с.
- Сто років самотності. – Харків: «Фоліо», 2015. – 476 с.